# Gare Frankfurt Stadion
Pour les articles homonymes, voir Gare de Francfort.
La gare Frankfurt Stadion (en français : Gare du stade de Francfort) est une gare ferroviaire allemande. C'est un important nœud ferroviaire située à Francfort-sur-le-Main. Elle dessert notamment la Commerzbank-Arena située à environ 1 km.
Elle est desservie par trois lignes de la S-Bahn Rhin-Main (S7, S8 et S9), ainsi que par plusieurs lignes de Regionalbahn et de Regional-Express (entre autres par la Ligne Francfort - Mannheim).

## Situation ferroviaire

Plan du nœud ferroviaire et de la gare.

## Service des voyageurs

### Intermodalité

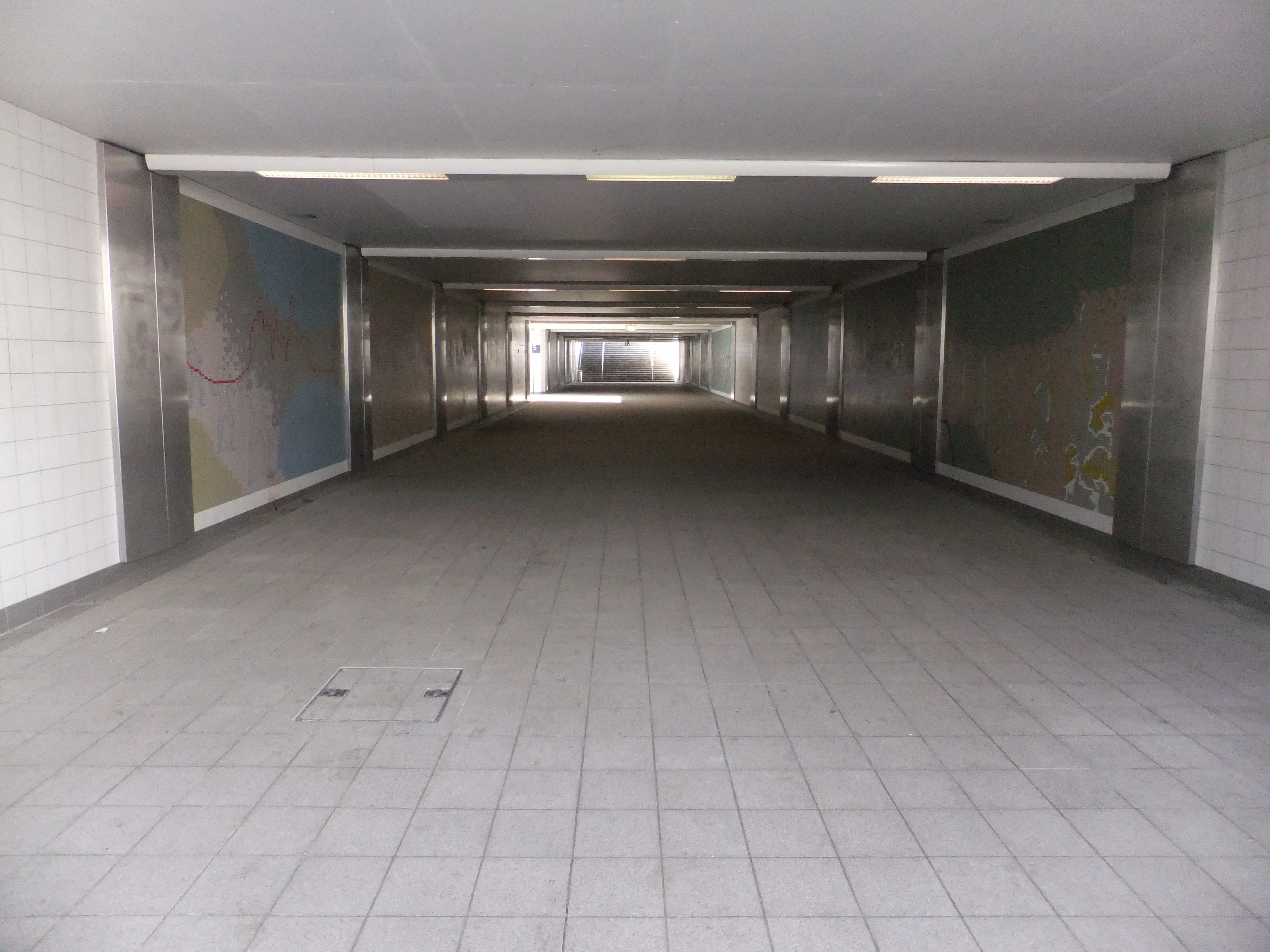
Souterrain.
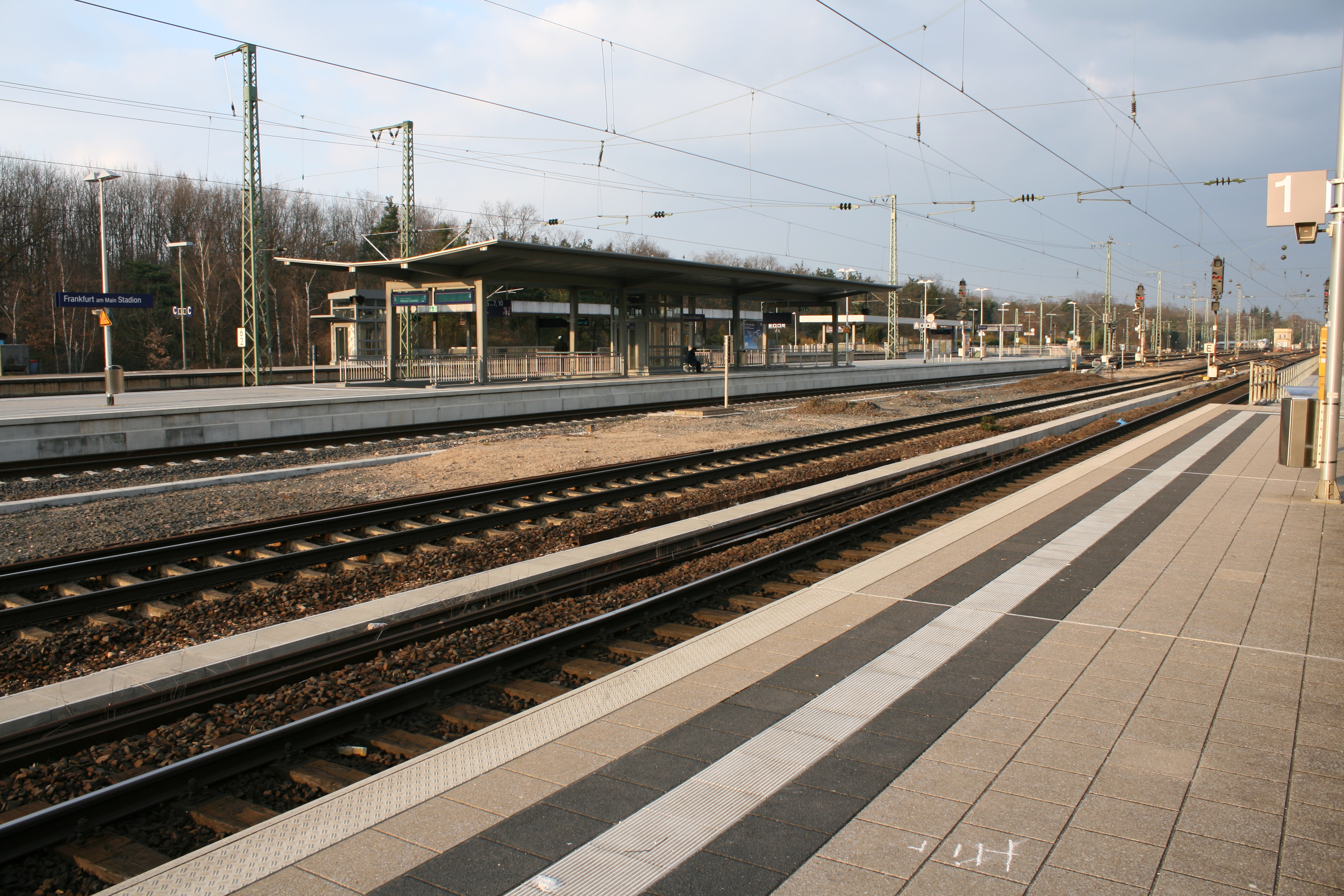
Voies et quais.
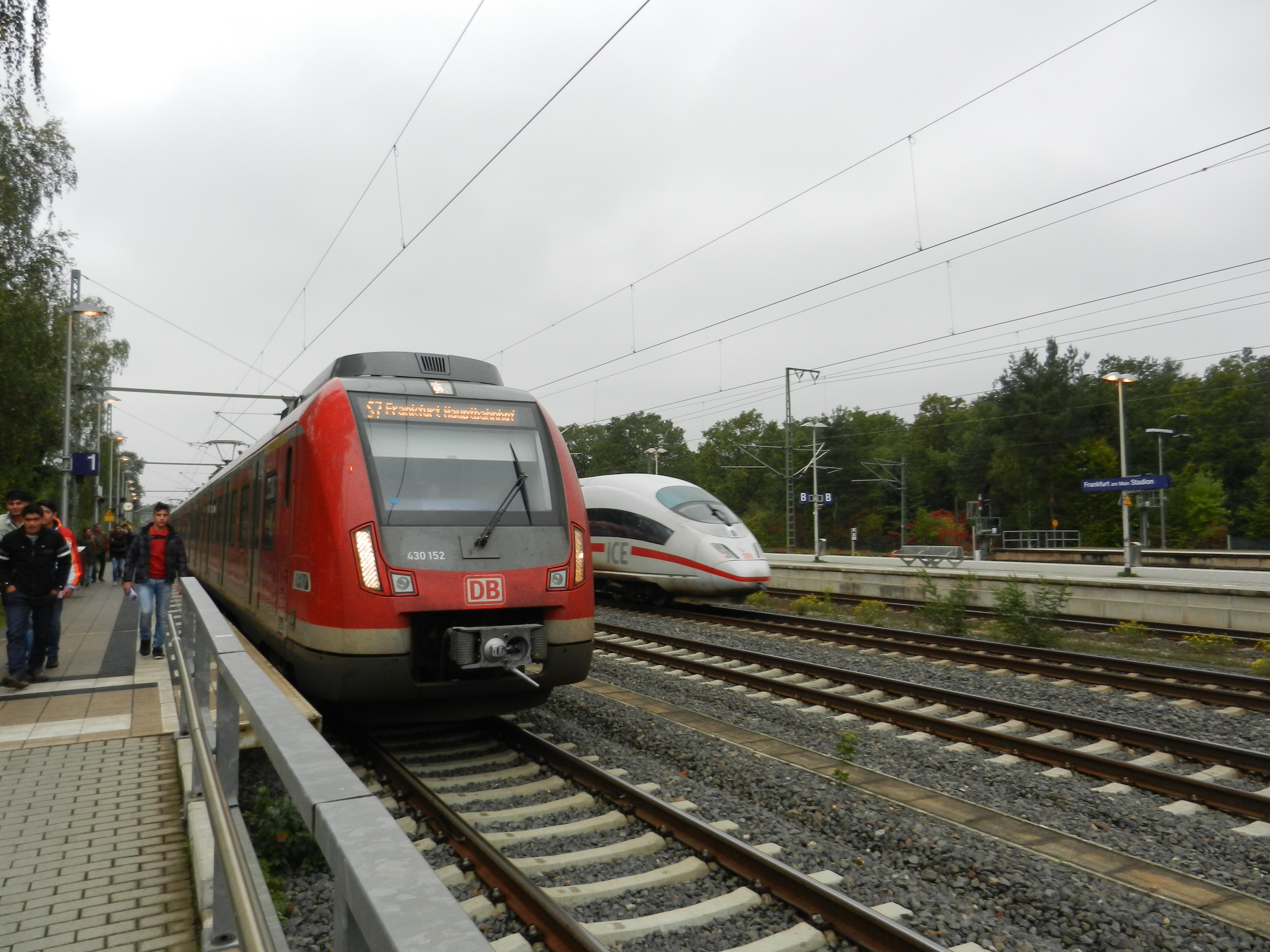
Desserte.